# Lomographa sericeata
Lomographa sericeata là một loài bướm đêm trong họ Geometridae.